# Megatrend-Universität

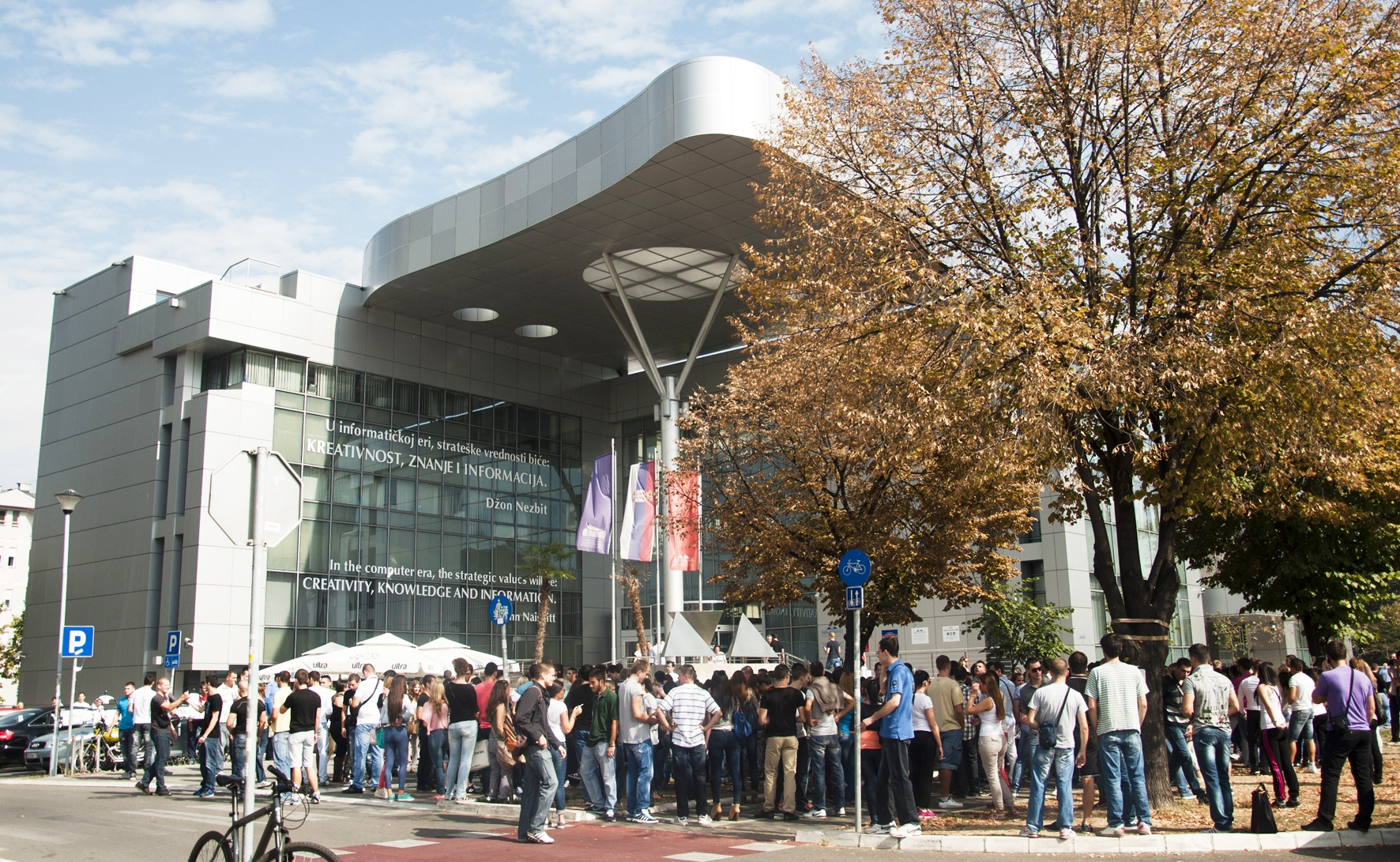
Uni-Hauptgebäude in Neu-Belgrad

Die Megatrend-Universität (Univerzitet Megatrend serbisch:   Универзитет Мегатренд), von 2015 bis 2017 John-Naisbitt-Universität (Univerzitet John Naisbitt serbisch: Универзитет Џон Незбит), ist eine Privatuniversität in Belgrad. Mit rund 3500 Studenten ist sie die viertgrößte Privatuniversität in Serbien. Die Gründung erfolgte 1989.

## Geschichte
Die Geschichte der Megatrend-Universität beginnt mit der Business School von 1989, von der aus dann die übrigen Institutionen der heutigen Universität gegründet wurden. 1991 begann die Universität gemeinsam mit der Technischen Fakultät in Bor ein Projekt für Managementstudien.
Dieses Projekt, welches das erste dieses Typs im Südosteuropa war, wurde vom europäischen TEMPUS Programm finanziell unterstützt und war spezifisch für die Entwicklung von betriebswirtschaftlichen Studiengängen beabsichtigt. Der Erfolg bewirkte eine Erweiterung des Bildungsangebotes der Universität, da im früheren Bildungssystem Jugoslawiens Institutionen fehlten, die diese Art von Studiengängen zur Verfügung stellen konnten. Ebenfalls die erste in Südosteuropa war die Fakultät für Wirtschaftswissenschaft.
1997 wurde eine Zusammenarbeit mit dem Grenoble École de Management in Frankreich begründet, die den Austausch von Studenten beider Universitäten erlaubte sowie die Fortsetzung des Studiums in der jeweiligen Universität.
Ähnliche Hochschulpartnerschaften bestehen mit Universitäten und Hochschulen in Deutschland, Großbritannien, Italien, Russland, der Ukraine und China.

### Skandale
Im Jahr 2014 wurde die Ordnungsmäßigkeit des Promotionsverfahrens des serbischen Politikers Nebojša Stefanović angezweifelt, wobei Serbiens Premier Aleksandar Vučić demonstrativ seinen Innenminister vor den Kritikern in Schutz nahm. Dabei stellte sich heraus, dass der Doktorvater und Besitzer der Hochschule Mića Jovanović seinen eigenen Doktortitel, den er angeblich an der London School of Economics erworben hatte, erlogen hat. Jovanović musste am 14. Juni 2014 als Rektor der Hochschule zurücktreten. In der Folge änderte die Universität im Jahr 2015 ihren Namen in John-Naisbitt-Universität. 2017 wurde die Universität wieder auf ihren alten Namen Megatrend-Universität zurückbenannt.

## Fakultäten und Hochschulen
Es gibt 19 Fakultäten und Schulen:
- Bačka Topola

- Schule für Landwirtschaft

- Belgrad

- Fakultät für Businesstudien
- Fakultät für Wirtschaftswissenschaft
- Schule für Business
- Fakultät für Kultur und Medien
- Fakultät für Kunst und Design
- Fakultät für Staatliche Administration
- Institut für Neue Technologien
- Virtuelle Universität
- Basketballakademie „Borislav Stanković“
- Schule für Informatik

- Paris, Frankreich

- Institut für Management „Bozinoff“

- Požarevac

- Fakultät für Businessstudien

- Sombor

- Fakultät für Ökologische Landwirtschaft

- Valjevo

- Fakultät für Management
- Schule für Management
- Schule für Landwirtschaft

- Zaječar

- Fakultät für Management
- Schule für Management

## Ehrendoktorate
Die Universität hat bislang acht Mal die Ehrendoktorwürde verliehen. Unter den Ausgezeichneten befinden sich auch der verstorbene libysche Diktator Muammar al-Gaddafi und der Bestseller-Autor John Naisbitt.